# Chapelle-Voland
Chapelle-Voland är en kommun i departementet Jura i regionen Bourgogne-Franche-Comté i östra Frankrike. Kommunen ligger i kantonen Bletterans som tillhör arrondissementet Lons-le-Saunier. År 2022 hade Chapelle-Voland 626 invånare.

## Befolkningsutveckling
Antalet invånare i kommunen Chapelle-Voland
Referens:INSEE